# Parikshith Thampuran
Parikshith Thampuran più noto come Rama Varma XVIII, Maharaja di Cochin (Cochin, 1876 – Thrippunithura, 1964) è stato un principe indiano.
È stato l'ultimo Maharaja regnante di Cochin dal 1948 al 1949.

## Biografia
Noto anche coi nomi di Ramavarman e Kunjunni Tampuran, Parikshith nacque nel 1876, figlio di Raman Nambutiri della casa di Ottur e di sua moglie, Manku Tampuratti.
Sin dalla gioventù si interessò particolarmente alla lingua sanscrita, scrivendo diversi poemi e commentari a opere letterarie.
Parikshith Thampuran venne incoronato nella sala del Durbar di Ernakulam nell'agosto del 1948.
Il 1º luglio 1949, gli stati di Travancore e Cochin vennero uniti, e venne creato lo stato unico di Travancore-Cochin, e pertanto Parikshith venne privato della sua corona. Regnò in tutto per un anno, venendogli poi concesso il titolo onorifico di Valliya Thampuran di Cochin.
Morì nel 1964 mentre si trovava a Thrippunithura.
Sposò Ittyanath Madathil Madhavi, figliastra di suo zio Rama Varma XVII e di Parukutty Nethyaramma (Ittyanath Madathil Parukutty).
| Controllo di autorità | VIAF (EN) 2920148149514696930000 · GND (DE) 1121047351 |